# Яворник (Двор)
Яворник (хорв. Javornik) — населений пункт у Хорватії, в Сисацько-Мославинській жупанії у складі громади Двор.

## Населення
Населення за даними перепису 2011 року становило 107 осіб.
Динаміка чисельності населення поселення:

## Клімат
Середня річна температура становить 10,96 °C, середня максимальна – 25,38 °C, а середня мінімальна – -5,84 °C. Середня річна кількість опадів – 1081 мм.
| Клімат поселення                              | Клімат поселення | Клімат поселення | Клімат поселення | Клімат поселення | Клімат поселення | Клімат поселення | Клімат поселення | Клімат поселення | Клімат поселення | Клімат поселення | Клімат поселення | Клімат поселення | Клімат поселення |
| Показник                                      | Січ.             | Лют.             | Бер.             | Квіт.            | Трав.            | Черв.            | Лип.             | Серп.            | Вер.             | Жовт.            | Лист.            | Груд.            |                  |
| Середній максимум, °C                         | 7,38             | 9,18             | 13,55            | 17,69            | 22,21            | 25,38            | 24,47            | 23,87            | 20,32            | 15,37            | 10,04            | 5,64             |                  |
| Середня температура, °C                       | 0,75             | 2,57             | 6,94             | 11,08            | 15,60            | 18,78            | 20,48            | 19,88            | 16,33            | 11,39            | 6,05             | 1,66             |                  |
| Середній мінімум, °C                          | −5,84            | −4,05            | 0,33             | 4,48             | 9,00             | 12,16            | 16,50            | 15,89            | 12,36            | 7,40             | 2,06             | −2,34            |                  |
| Норма опадів, мм                              | 70               | 69               | 78               | 93               | 92               | 97               | 93               | 90               | 97               | 102              | 111              | 89               |                  |
| Середньомісячна швидкість вітру, м/с          | 1.44             | 1.61             | 1.99             | 1.94             | 1.79             | 1.60             | 1.60             | 1.44             | 1.41             | 1.46             | 1.51             | 1.54             |                  |
| Середньомісячна сонячна радіація, кДж/м²·день | 4370             | 7212             | 10902            | 15369            | 19587            | 21877            | 23038            | 20042            | 14777            | 9243             | 4912             | 3649             |                  |
| --------------------------------------------- | ---------------- | ---------------- | ---------------- | ---------------- | ---------------- | ---------------- | ---------------- | ---------------- | ---------------- | ---------------- | ---------------- | ---------------- | ---------------- |
| Джерело:                                      |                  |                  |                  |                  |                  |                  |                  |                  |                  |                  |                  |                  |                  |